# Маорі (мова)
Ма́орі або маорі́йська мова (маор. Te reo Māori) — мова маорі — корінного народу Нової Зеландії. Оголошена другою офіційною мовою Нової Зеландії в прийнятому в 1987 році «Маорійському Мовному Акті» (англ. Maori Language Act 1987).
Нею, як рідною мовою, говорить лише 14 % маорі, тоді як 41 % дорослого маорійського населення не володіє мовою маорі взагалі. В цілому, за приблизними підрахунками, маорійською добре говорить 10 тисяч осіб у всій Новій Зеландії. Національний перепис проведений у 2006 році, проте, припустив, що відсоток носіїв тоді був близький 4 % від усього населення Нової Зеландії, або 23,7 % від усього населення маорі.
Відноситься до східнополінезійської групи мов, до якої також належать мови Таїті, рапануйська, гавайська, діалекти островів Кука і деякі інші.

## Назва
Загальноприйнятна назва походить із самої мови маорі, де вона пишеться як Māori і вимовляється [ˈmaː.ɔ.ɾi]. Але у Новій Зеландії мову маорі зазвичай називають te reo [tɛ ˈɾɛ.ɔ] «мова», скорочено від te reo Māori.
Написання «Maori» (без макрону) — стандартне для англійської (і більшості) мов за межами Нової Зеландії і в обох її частинах у цілому і мовного використання. Запис «Māori» (з макроном) став використовуватися в новозеландській англійській в останні роки, особливо у специфіці контекстів маорі-культури, хоча традиційна англійська орфографія і досі поширена в загальних засобах масової інформації та державних установах.

## Офіційний статус
Нова Зеландія має три офіційні мови — англійську, маорі та новозеландську жестову мову. Маорі-мова отримала цей статус з проходженням Закону мови маорі в 1987 році. Більшість урядових відомств і установ мають двомовні назви; наприклад, Департамент внутрішніх справ Ті Тарі Таівхінуі, і такі місця, як публічні бібліотеки відображають двомовні ознаки і використовують двомовну канцелярію. New Zealand Post визнає топоніміку маорі в поштових адресах. Відносини з державними органами можуть бути проведені мовою маорі, але на практиці майже завжди потрібен перекладач, що обмежує її повсякденне використання в обмежених географічних районах з високою концентрацією мови маорі, і більш формальних випадках, наприклад, під час консультації з громадськістю.
Перекладач присутній на сесіях Парламенту, в разі, якщо член бажає говорити мовою маорі. У 2009 році опозиційні партії провели пірату проти законопроєкту місцевого самоврядування, і тих, хто міг би записали свої голоси мові у маорі, і все вірно інтерпретувати.
Постанова 1994 року Таємної ради у Великій Британії відбулася урядом Нової Зеландії, що несе відповідальність відповідно до Догвору Вайтангі (1840) для збереження мови маорі. Відповідно, з березня 2004 року, держава фінансувала Телебачення Маорі, яке транслювали частково мовою маорі. 28 березня 2008 року, Телебачення Маорі запустило свій другий канал, Te Reo, трансляція якого повністю відбувалася мовою маорі, без реклами або субтитрів.
У 2008 році, Land Information New Zealand опублікував перший список автохтонних географічних назв, які вказують довгі голосні. Попередні списки географічних назв були запозичені з систем (звичайного відображення і системи GIS) що не могли впоратися із переданням реальних назв.

## Історія

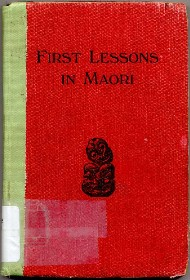
Видання 1930 року «Перші уроки маорі» від Вільяма Леонарда Вільямса, єпископа Ваіапу з 1895 по 1909, а був вперше опублікований в 1862 році.

Згідно з легендою, маорі прийшли до Нової Зеландії з міфічного Гавайка. Поточні антропологічні дослідження показують їх походження з тропічної східної Полінезії, в основному в результаті розселення у бік південних островів Кука або область островів Товариства, і те, що вони прибули навмисно рейсами на морських каное — можливо двокорпусних, і, ймовірно, пливли гуртом, з'єднавши всі каное разом. Ці поселенці, ймовірно, прибули на місце приблизно у 1280 році нашої ери. Їхня мова та її діалекти не розвивалися в ізоляції до 19-го століття.
Більше інформації: Національна школа
Приблизно з 1800 року, на мову маорі мала вплив бурхлива історія, пов'язана із напливом колоністів і виникненням нових понять. У цей період мова маорі була основною мовою в Новій Зеландії. В 1860-х роках вона стала мовою меншин в тіні англійської, якою говорила більшість поселенців, місіонерів, золотошукачів і торговців. Наприкінці 19 століття, колоніальні уряди Нової Зеландії та її провінцій ввели шкільну систему в англійському стилі для всіх новозеландців, незалежно від первинної національності. Від 1880 року, за наполяганням депутатів маорі, уряд заборонив використання мови маорі у школах. Усе більше маорі вивчали англійську мову.
До Другої світової війни (1939–1945), більшість маорі не говорили мовою маорі як першою мовою. Сформувалося покоління маорі, у яких їхня мова функціонувала як мова для спілкування вдома; хоча політики-Маорі проводили політичні мітинги у захист мови маорі і деякі твори літератури та багато газет з'явилися мовою маорі.
До 1880 року, деякі парламентарії маорі страждали від нерозуміння, оскільки Парламент розглядав усі справи лише в англійському варіанті. Тим не менш, до 1900 року, усі депутати маорі, такі як Нгата, були випускниками університетів і вільно розмовляли англійською. Відтоді число носіїв мови маорі почало стрімко знижуватися, оскільки англійська надавала більше можливостей, а мову маорі розуміли лише родичі та інші маорі. До 1980 року менше 20 % маорі розмовляли власною мовою досить добре, щоб їх можна було вважати носіями мови. І більшість із них більше не розмовляли мовою маорі в дома. У результаті багато дітей маорі впізнавали мову своїх предків, попри це покоління не автохтонних маорі могло зникнути.
До 1980 року лідери народу маорі почали усвідомлювати небезпеку втрати мови й ініціювали програми відновлення культури маорі власною мовою, такі як рух Kohanga Reo, який з 1982 року поглиблено навчає дітей маорі від дитинства до шкільного віку їхній мові та культурі. Після 1985 року Kura Kaupapa Māori став першим шкільним закладом маорі (роки з 1 по 8 програми середньої освіти маорі), а потім першою старшою школою Wharekura (роки 9 до 13 програми маорі середньої освіти). Хоча «було справжнє відродження Ті РЕое в 1980-х і початку і середині 1990-х років… підбурювані успіхом реалізації, і при відносній чисельності літніх маорі, що вільно говорять власною мовою як в міських районах і сільських громадах», мова була в «новому занепаді» (p. 439). Зниження чисельності мовців «має кілька основних причин». До них належать:
- триваюча втрата старих носіїв мови, які очолили рух відродження;
- самозаспокоєність, викликана самим існуванням інститутів, які сприяли відродженню;
- побоювання з приводу якості, з постачанням хороших учителів, що ніколи не відповідало попиту (навіть у той час, коли попит скоротився);
- надмірне регулювання і централізоване управління, яке відлякувало декого з тих, хто брав участь в русі;
- постійна нестача освітніх ресурсів, необхідних для повного курсу навчання на Ті Рео маорі.".[16]

Ґрунтуючись на принципах партнерства, маорімовний уряд загально пожвавився, почав виробляти захисну політику й виділив достатні ресурси, коли Вайтанго порекомендував «чотири фундаментальні зміни»:
1. Te Taura Whiri[en] повинна стати провідною мовою маорі сектору агентств. Це буде вирішувати проблеми, пов'язані з відсутністю відповідальності і керівництва, ідентифікованого OAG.
2. Te Taura Whiri повинні функціонувати як партнерства Корони-маорі через рівні призначені Корони і маорі призначенців до його управління. Це відображає нашу заклопотаність тим, що Ті Рео відродження не працюватиме, якщо відповідальність за встановлення напрямку не є спільним для маорі.
3. Te Taura Whiri також необхідні більш широкі повноваження. Це гарантуватиме, що державні органи змушені будуть робити внесок у відродження Ті Рео і що ключові установи поведуть себе належним чином, щоби відповідати за стратегії, які вони прийматимуть. Наприклад, завдання з підготовки вчителів Ті Рео повинні бути виконані за допомогою освітніх програм після схвалення мовцями, і державні органи на районах з достатньою кількістю та/або частками мовлення Ті Рео і шкіл у певній пропорції до студентів маорі повинні представити плани мовою маорі для затвердження.
4. Ці регіональні державні органи і школи повинні також проконсультуватися з Іві при підготовці їх планів. Таким чином, Іві матиме центральну роль для активізації Ті Рео на своїх областях. Це повинно стимулювати зусилля щодо сприяння мові з низу.[18]

## Лінгвістична класифікація

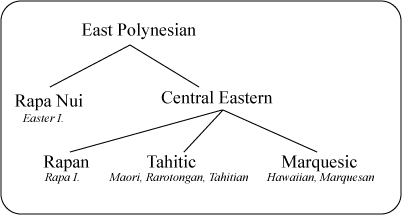
Основні підгрупи Східної полінезійської

Порівняльна лінгвістика класифікувала мову маорі як полінезійську мову; спеціально як східну полінезійську мову, що належать до таїтянської підгрупи, яка містить у собі Раротонган, на якому говорять у південних Островах Кука, і Таїтських, якою говорить в Таїті і Островах співтовариства. Інші великі східні полінезійські мови включають Гавайську, Маркуесан (мови в Маркуеській підгрупі) і Рапа-Нуї з Острову Пасхи.
У той час як попередні — це різні мови, вони залишаються досить схожими одна на одну, щоб Тупайа, Таїтянин, що подорожував з капітаном Джеймсом Куком у 1769–1770 роках, ефективно спілкувався з маорі. Носії сучасної маорі зазвичай повідомляють, що вони легко знаходять спільну мову на островах Кука з місцевим населенням, в тому числі Раротонган та іншими найпростішими полінезійських мовами, щоб порозумітися і спілкуватися.

## Географічний розподіл

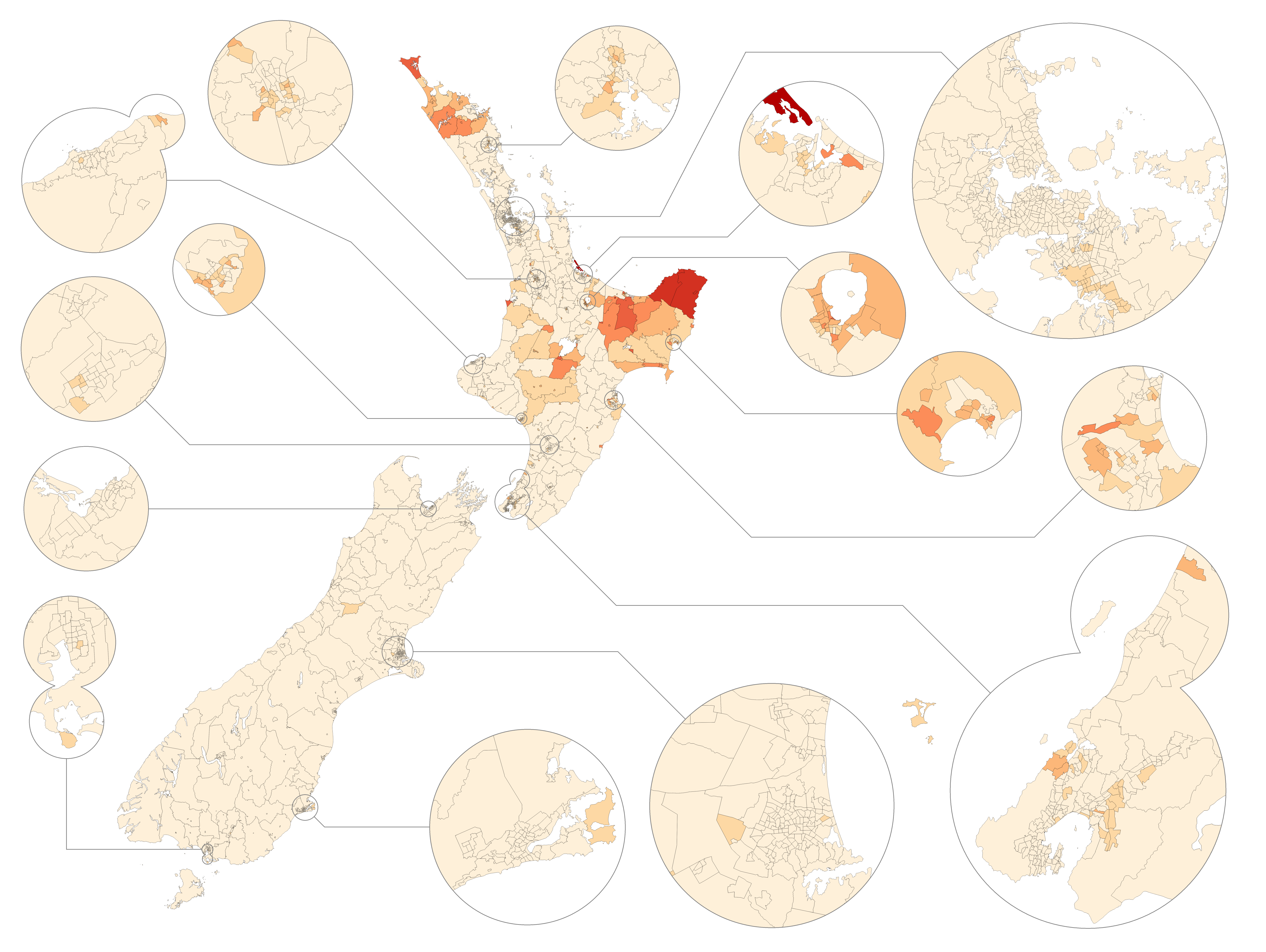
Носії мови маорі за даними перепису 2013 року.
Менше ніж 5%
Більш ніж 5%
Більш ніж 10%
Більш ніж 20%
Більш ніж 30%
Більш ніж 40%
Більш ніж 50%

Майже усі етнічні маорі, що проживають у Новій Зеландії володіють своєю мовою. Оцінки числа мовців змінювалися: перепис 1996 року повідомляв про цифру 160 000, в той час як за іншими оцінками повідомлялося всього лише 10 000 людей, що вільно спілкуються мовою маорі у 1995 відповідно до Мовної Комісії маорі.
За даними перепису 2006 року, 131 613 маорі (23,7 %) «може [принаймні] провести бесіду про повсякденні речі в Ті Рео маорі». У тому ж переписі, маорі-мовцями виступили 4,2 % населення Нової Зеландії.
Рівень компетенції самостійного мовлення маорі варіюється від мінімальної до усебічної. Статистика не збиралася, стосовно поширеності різних рівнів компетенції знання мови, оскільки немає жодного екзамену з мови маорі. Тільки меншість самоучок-мовців використовує маорі-мову як основну мову в домашніх умовах. Використання інших кількох слів або фраз, свідчить про пасивну двомовність.
Існують мовні-маорі громади в деяких населених пунктах переважно у яких живуть маорі в Північному регіоні, Уревера і області Східний Кейп. У маорійському Коханга рео та дитячих садочках по всій Новій Зеландії використовують маорі-мову лише як виняток. Усе більше число маорі виховують своїх дітей двома мовами.
Урбанізація після Другої світової війни привела до широкого поширення змін мови від переважанням мови-маорі (маорі була основною мовою сільської місцевості у вханау — родин маорі) до англійського переважанням (англійська була основною мовою в місті Пакеха). Тому маорі майже завжди спілкуватися двома мовами, новозеландською-англійською як їхньою першою або другою мовою.
Відсоток поширеності мови маорі в діаспорі маорі значно нижчий, ніж у Новій Зеландії. Дані перепису Австралії показали її як домашню мову для 5504 чоловік у 2001 році, або 7,5 % від спільноти чисельності маорі в Австралії. Це було збільшенням на 32,5 % порівняно з 1996 роком.

## Орфографія
Більше у статті: Маорі Брайля
Сучасний алфавіт маорі має 20 букв, з яких два орграфи: A Ā E Ē H I Ī K M N O Ō P R T U Ū W NG та WH.
Спроби написати слова маорі, використовуючи латинський алфавіт почалися з капітана Джеймса Кука та інших ранніх дослідників, з різним ступенем успіху. Приголосні, здається, викликали найбільші труднощі, але медіальні і остаточні голосні часто відсутні у ранніх джерелах. Енн Салмонд запсувала aghee замість aki (У 1773 році, від Північного острова Східного узбережжя, p. 98), Toogee та E tanga roak замість Tuki та Tangaroa (1793, Норсленд, p216), Kokramea, Kakramea замість Kakaramea (1801, Hauraki, p261), toges замість toki(s), Wannugu замість Uenuku та gumera замість kumara (1801, Hauraki, p261, p266, p269), Weygate замість Waikato (1801, Hauraki, p277), Bunga Bunga замість pungapunga, tubua замість tupua та gure замість kurī (1801, Hauraki, p279), а також Tabooha замість Te Puhi (1823, Northern Northland, p385).
З 1814 року місіонери намагалися визначити звуки мови маорі. Томас Кендалл опублікував книгу в 1815 році під назвою 'He Korao no New Zealand', які в сучасній орфографії і звичанні було б He Kōrero nō Aotearoa. Професор-лінгвіст Самуель Лі, працював під началом Хонгі Хіка і молодший родичем Ваїкато Хонгі у Кембриджському університеті, засновановуючі остаточну орфографію на основі Північного звичаннія у 1820 році. Орфографія професора Лі прижилася у використанні, тільки з двома основними змінами: додавання wh відрізняло губний глухий фрикативний фонемізм від лабіо-велярної фонеми /w/; і послідовним маркуванням довгих голосних. Макронім став загальноприйнятним пристроєм для маркування довгих голосних (hāngi), але подвійні голосні букви були також використані (haangi).
Маорі призвали до грамотності ентузіазмом, і місіонери повідомили на початку 1820-х років, щоб маорі по всій країні вчили один одного, щоб навчитися читати і писати, використовуючи часом досить інноваційні матеріали за відсутності паперу, такі як листя і деревне вугілля, різьблення по дереву, і шкурі.

### Довгі голосні
Алфавіт, що розробили в Кембриджському університеті був з дефіцитом, бо не відзначав довготу голосного. Наступні приклади показують, довжину голосного фонематичного на мові маорі:
- ata 'ранок', āta 'ретельно'
- mana 'престиж', māna 'для нього/її'
- manu 'птах', mānu 'плавати'
- o 'з', ō 'становище про подорож'
- wahine 'жінка', wāhine 'жінки'

Маорі розробили способи, щоб відзначити довжини голосних, спорадичні на перший погляд. Іноді непослідовне маркування довжини зустрічаються на рукописах 19 століття і газетах, написаних мовою маорі, в тому числі MACRON-як з діакритикою і подвоєнням букв. Маорійський письменник Харе Хонгі (Генрі Стоуелл) використовує макроніми у своїх Маорі-англійський самостійній і Vade Mecum 1911, як це робить пан Апірана Нгата, непослідовно, у своїй Граматика і Розмова Маорі (Сьомий друк 1953). Після того, як на початку 1960-х мовою маорі стали викладати в університетах, маркування довжини голосних проводиться систематично. У Оклендському університеті професор Брюс Біггс (з Нгаті Маніапото) сприяв використанню подвійних голосних (наприклад Maaori), і це стало стандартом в Окленді, поки Біггс не помер у 2000 році. Мовна Комісія Маорі, створена відповідно до Закону про мову маорі у 1987 році виступала як орган для правопису та орфографії маорі, сприяла використанню макронімів, які зараз прижилися засобами із зазначенням довгих голосних. Іноді, тріоми видні замість макронімів (наприклад Mäori) зв'язку з технічними обмеженнями, які виробляють листи з макронімами на друкарських машинках і старих комп'ютерах.

## Фонетика
Маорі має п'ять фонемно різних голосних артикуляцій і десять приголосних фонем.

### Голосні
Хоча зазвичай стверджується, що голосні реалізації (вимова) в маорі показує невелику зміну, лінгвістичні дослідження показали, що це не мало місце насправді.
Довжина голосних є фонематичною; але чотири з п'яти довгих голосних виникають в небагатьох коренях слів, виняток становлять /ā/. Як зазначалося вище, останнім часом стало стандартом в правописі мови маорі вказувати довгий голосний на Макрон. Для більш старих динамічних, довгі голосні, як правило, більш периферійні і короткі голосні більш централізовані, особливо з низькою голосною, яка довга [aː] але коротка [ɐ]. Для молодших динамічних, вони обидві [a]. Для більш старих динамічних, /u/ утворюється тільки після /t/; в інших місцях, це [u]. Для молодших динамічних, це фронтові [ʉ] скрізь, як і із відповідною фонемою в новозеландській англійській мові.
Як і в багатьох інших полінезійських мовах, дифтонги в маорі лише трохи відрізняються від послідовностей сусідніх голосних, за винятком того, що вони належать до того ж складу, і можливі всі або майже всі послідовності неоднакових голосних. Всі послідовності нетотожних відбуваються у коротких голосних і фонематичній відміні. With younger speakers, /ai, au/ start with a higher vowel than the [a] of /ae, ao/.
В наступній таблиці наведено п'ять голосних фонем і алофонів для деяких з них відповідно до Бауерома у 1997 році. Деякі з цих фонем займають великі простори в анатомії голосних трикутника мови (насправді трапеції). Наприклад, /u/ іноді зрозуміло (вимовляється), як IPA [ʉ].
|                  | Передні | Центральні | Задні |
| ---------------- | ------- | ---------- | ----- |
| Закриті          | i       | u [ʉ]      |       |
| Відкриті-середні | e [ɛ]   |            | o [ɔ] |
| Відкриті         |         | a [a], [ɒ] |       |

Дивтонгами є: /a/ or /o/ потім в середньої або верхньої голосної: /ae, ai, ao, au, oi, oe, ou/.

### Приголосні
Приголосні фонеми маорі перераховані в наступній таблиці. Сім з десяти маорі приголосні букви вимовляють, як вони це роблять в Міжнародному фонетичному алфавіті (IPA). Для тих, хто не використовує IPA фонетичну транскрипцію включеній, укладеній в квадратні дужки в конвенції IPA. Маорі припинили використовувати /p, t, k/ на відміну від англійської. Маорі /ɾ/ альвеолярне, подібне до r у англійському слові «very» у більшості діалектах англійського (і трохи менше схожий на t у Американській англійській вимові «city» або «letter»).
|                      | Білабіальний | Альвеолярний | Веларійний | Гортанний |
| -------------------- | ------------ | ------------ | ---------- | --------- |
| Аспіруючий вибуховий | p            | t            | k          |           |
| Глухий фрікативний   | wh [f, ɸ]    |              |            | h         |
| Носовий              | m            | n            | ng [ŋ]     |           |
| Натиснутий           |              | r [ɾ]        |            |           |
| Апроксимант          | w            |              |            |           |

Вимова /wh/ надзвичайно змінена, але його найбільш поширена вимова (його канонічни аллофон) губно фрікатівний, IPA [f] який можна знайти в англійській. Інший аллофон це білабіальний фрікатівний, IPA [ɸ], який, як правило, повинен був бути єдиним у доєвропейський час, хоча насправді лінгвісти не впевнені в істинності цього припущення.
Оскільки англійська зупиняється на /p, t, k/ в першу чергу мають прагнення, мови англійської мови, які часто чуємо маорі зупиняється, як англійська /b, d, g/. Тим не менш, молоді промовці маорі, як правило, для аспірації говорять /p, t, k/ як і англійською мовою. Англійське звучення такої літери, як /r/ чується маорі як у англійській /l/. Ці способи слухання породили топонім написання яких є неправильним в маорі-мові, як Толага Бей на Північному острові і Отаго і Ваіхола на Південному острові.
/ng/ може прийти на початку слова, як співати разом без «сі», які важкі для Англійської мови за межами Нової Зеландії.
/h/ вимовляється як гортанна змичка, [ʔ] та /wh/ як [ʔw], в деяких західних районах Північного острова.
/r/ зазвичай альвеолярна клапоть переходить у /a/. Тим не менш, в інших місцях це іноді альвеолярна трель.

### Склади
Склади в мові маорі мають одну з наступних форм: V, VV, CV, CVV. Цей набір з чотирьох можна резюмувати позначенням (C)V(V), в якому сегменти в дужках можуть бути або ні. Склад не може починатися з двох приголосних звуків (орграф ng та wh представляють єдиний приголосний звук), і не може закінчитися приголосним, хоча деякі промовці можуть іноді розлучатися на кінцевий голосний. Можливо комбінація CV, хоча wo, who, wu та whu зустрічаються тільки в декількох запозиченнях з англійської, таких як wuru, «wool» та whutuporo, «football».
Як і в багатьох інших полінезійських мовах, наприклад, гавайській, надання запозичень з англійської включає кожне англійське приголосне запозичення (використовуючи рідної приголосних інвентаризації; англійська має 24 приголосних, а мова маорі — 10) і розбиваючи приголосних кластерів. Наприклад, «пресвітеріанин» був запозичений як «Perehipeteriana»; не згідний становище в запозичення не був видалений, але /s/ та /b/ замінено на /h/ та /p/, відповідно.
Наголос, як правило, протягом останніх чотирьох голосних словом, з довгі голосні і дифтонги вважаючи двічі. Тобто, на останні чотири мори. Усе ж, наголошених мор більше, ніж ненаголошених, так що слово не має точність в маорі, що це відбувається в деяких інших мовах. Це переважно падає на перший довгий голосний, на першому дифтонгів якщо немає довгий голосний (хоча для деяких промовці ніколи остаточне дифтонг), і на перший склад в іншому випадку. Складні слова (наприклад, імена) можуть мати наголошений склад у кожному з компонент. У довгих фразах кінцевий склад перед паузою може мати додатковий наголос в порівнянні з нормальним наголошеним складом.

## Діалекти
Біггс запропонував, що історично малися основні діалектні групи, Північного острову і Південного острову. На Південному острові мова маорі вимерла. Біггс проаналізував Північний острів маорі, як той, що містить західну групу діалектів і східну групу з межею між ними працює вздовж осі північного-південя острова.
В рамках цих загальних підрозділів відбуваються регіональні зміни, і окремі регіони показують племінні відмінності. Основні відмінності виникають у вимові слів, змінах лексики, і ідіом. Вільномовці маорі не мають жодних проблем із розумінням інших діалектах.
Там немає суттєвої різниці в граматиці між діалектами. «Велика частина племінних змін в граматиці — це питанням уподобань: мовці однієї області, можливо, віддадуть перевагу одній граматичній формі іншій, але, швидше за все, при нагоді використають загальну форму, і принаймні визнають і зрозуміють її.» Словник і вимова варіюються більшою мірою, але це не створює бар'єру для спілкування.

### Північні острівні діалекти
У південно-західній частині острова, на Вангануі та регіоні Таранакі, фонема /h/ — це гортанний вибух і фонема /wh/ — це [ʔw]. У Тухое та Східній Бухті Достатку (Північно-східний Північний острів) ng злилася з n. У деяких районах Крайньої Півночі, wh злилася з w.

### Південні острівні діалекти
У вимерлих діалектах Південного острову, ng об'єдналася з k в багатьох регіонах. Це Kāi Tahu та Ngāi Tahu які є варіаціями в іменах того ж племені (остання форма є одною використовується в актах парламенту). З 2000 року уряд змінив офіційні імена кількох імен південних місць для південних діалектних форм шляхом заміни ng на k. Найвища гора в Новій Зеландії, відома протягом століть як Aoraki у південних діалектах маорі, зливала ng з k, і як Aorangi за іншою маорі, була пізніше названа «Гора Кука», на честь Капітана Куку. Тепер його єдина офіційна назва Aoraki/Mount Cook, що сприяє локальній формі діалекту. Аналогічно, ім'я маорі для Острову Стюаарта, Rakiura, родинне ім'я Кентербері міста Рангіора. Точно так, Данідін — головна наукова бібліотека, Бібліотека Хокен, має ім'я Te Uare Taoka o Hākena, а не північному дыалекты Te Whare Taonga o Hākena. Goodall & Griffiths кажуть, що є також озвучування k замысть g — Саме тому область Отаго (південний діалект) і селища названі на честь — Отакоу (Стандартна маорі) — відрізняються за написанням (вимова останнього змінилася протягом довгого часу, щоб пристосуватися північного правопису).
Стандартна маорійська r також іноді змінюється на l в цих південних діалектах і wh на w. Ці зміни найбільш часто зустрічається в географічних назвах, таких як Озеро Ваіхола і поруч прибережного селища Вангалоа (що, в стандартній маорі, винесено як Whangaroa), та Маленька Акола, півострів Банкс. M. Goodall & Griffiths стверджують, що остаточні голосні дано централізовану вимова, як шва, тому що вони опущені (вимовляється нечітко або взагалі не вимовляэться), в результаті чого в таких, здавалося б, таких топонімах як Кілмог, які в стандартный маорі б були названі як Kirimoko, але на півдні діалект виглядав би, як нинішні назви. Ця ж елізія знайдена у багатьох інших південних топонімах, наприклад, двох невеликих селищах званих käik (від терміну, у рибальського села, kainga в стандартній маорі), поруч з Пальмерстон і Акароа, і ранньому написанні Озеро Вакатіпу, як Wagadib. У стандартній маорі, Wakatipu б була надана як Whakatipua, показуючи далі елізії остаточної голосної.

## Граматика та синтаксис

### Засади
Біггс (Біггс у 1998 році) розробили аналіз, що основною одиницею маорі мовлення є фрази, а не слова. Лексичне слово утворює «базу» фрази. «Іменники» включають ті підстави, які можуть взяти певну статтю, але не можуть мати місце в ядрі словесної фрази; наприклад: ika (риба) або rākau (дерево). Множинність відзначено різними засобами, в тому числі артиклем (єдинне te, множинне ngā), дейктичні частинки «tērā rākau» (що дерево), «ērā rākau» (ці дерева), присвійні «taku whare» (мій будинок), «aku whare» (мої будинки). Деякі іменники подовжують голосний у множині, наприклад, wahine (жінка); wāhine (жінка).
Стативні служать основою, використовуваною як дієслова, але не доступні для пасивного використання, наприклад, ora, живий, tika, правильно. Граматики в цілому ставляться до них як до «стативних дієслів». При використанні в пропозиціях, стативні використовують інший синтаксис, ніж інші дієслова-як базові.
Локативні основи можуть дотримуватися слова частинки ki (щоб, по відношенню до) безпосередньо, наприклад, runga, вище, waho, на вулиці, і топоніми (ki Tamaki, в Окленд).
Особисті основи беруть a після ki, наприклад, імена людей (ki a Hohepa, в Джозеф), персоніфіковані будови, особисті займенники, wai? хто? і Mea, так і так.

### Частки
Як і всі полінезійські мови, мова маорі має багатий набір часток. До них належать словесні частки, займенники, локативні частки, стандартні і прикметники.
Вербальні частки вказують видові властивості дієслова, до яких вони належать. Вони мають у своєму складі ka (початковому), i (повз), kua (зручно), kia (десидеративні), me (розпорядчий), e (не-повз), kei (попередження, «щоб»), ina або ana (точковий-умовний, «якщо і коли») та e … ana (недосконалий).
Займенники мають однину, двоїну і множину. Різні форми першої особи в подвійній і в множинній експресійній групі включають або виключають слухачів.
Локативні частинки відносяться до положення в часі та/або просторі, і включають в себе ki (до), kei (в), i (повз становище) та hei (майбутнє становище).
Присвійні потрапляють в одну з двох класів, відзначеного a та o, в залежності від домінуючого проти підлеглого відносяться між власником і володінням, так ngā tamariki a te matua, діти батьків, але te matua o ngā tamariki, батьки дітей.
Стандарти містять у собі статті te (єдиний) та ngā (множинний) і прикметники tā та tō. Вони також поєднуються з займенниками. Вказівні займенники мають дейктичну функцію. До них належать: tēnei, це (поряд зі мною), tēnā, що (поряд з вами), tērā, що (недалеко від нас обох), і taua, вищезгаданий. Інші стандартні включають tēhea? (which?) та tētahi, (визначений). Стандарти, які починаються з t утворюють множину шляхом скидання t: tēnei (це), ēnei (ці).

### Відбіркові основи
Загалом, підстави, використовувані як відбіркові слідують базовим, до яких вони претендують, наприклад, «matua wahine» (мати, стара жінка) від «matua» (батько, старший) «wahine» (жінка).

### Особові займенники

Як і інші полінезійські мови, маорі має три числа для займенників і прикметників: однину, двоїну і множину. Наприклад: ia (він/вона), rāua (їх двоє), rātou (вони, три або більше). В подвійних і множинних суфіксів сучасні рефлекси історичних слів rua та toru. Займенники і прикметники маорі далі відрізняють ексклюзивні «we» включно від «we», другого і третього. Ще містять кілька займенників: mātou (ми, від), tātou (ми, вкл), koutou (ти), rātou (їх). Мова має подвійні займенники: māua (ми двоє, отл), tāua (ми двоє, вкл), kōrua (Вам двом), rāua (їм двом). Різниця між ексклюзивними і інклюзивними лежить в кількості людей, до яких звертаєшся. Mātou відноситься до оратора, і інших, але не для особистого або приватного спілкування, з (тобто, «Я і деякі інші, але не ви»), в той час як tātou відноситься до оратора, особи або осіб, які говорять для всіх інших (тобто, «Ви і я та інші»). приклади:
- Tēnā koe: привіт (до однієї людини)
- Tēnā kōrua: привіт (до двох людей)
- Tēnā koutou: привіт (до більше ніж двох людей)

## Календар
Від місіонерських часів, маорі використовували транслітерацію англійських назв для днів тижня і місяців року. Приблизно з 1990-х років Мовна комісія маорі/Ті Taypa Вхірі o ті Рео Маорі сприяла новому набору («транслітерації»). Його дні тижня не мають заздалегідь європейського еквівалента, але відображають язичницькі витоки англійських назв (наприклад, Хіна — місяць). Комісія створила власні місяці року на основі одного з традиційних племінних місячних календарів.
| День      | Транслітерація  | Офіційна |
| --------- | --------------- | -------- |
| Понеділок | Mane            | Rāhina   |
| Вівторок  | Tūrei           | Rātū     |
| Середа    | Wenerei         | Rāapa    |
| Четвер    | Tāite           | Rāpare   |
| П'ятниця  | Paraire         | Rāmere   |
| Субота    | Rāhoroi/Hāterei | Rāhoroi  |
| Неділя    | Rātapu/Wiki     | Rātapu   |

| Місяць   | Транслітерація | Офіційна         |
| -------- | -------------- | ---------------- |
| Січень   | Hānuere        | Kohi-tātea       |
| Лютий    | Pēpuere        | Hui-tanguru      |
| Брезень  | Māehe          | Poutū-te-rangi   |
| Квітень  | Āperira        | Paenga-whāwhā    |
| Травень  | Mei            | Haratua          |
| Червень  | Hune           | Pipiri           |
| Липень   | Hūrae          | Hōngongoi        |
| Серпень  | Ākuhata        | Here-turi-kōkā   |
| Вересень | Hepetema       | Mahuru           |
| Жовтень  | Oketopa        | Whiringa-ā-nuku  |
| Листопад | Noema          | Whiringa-ā-rangi |
| Грудень  | Tīhema         | Hakihea          |

## Цікаві факти
Для відродження мови була розроблена спеціальна методика мовного гнізда, яка пізніше, після того, як вона показала свою ефективність в Новій Зеландії, стала використовуватися і в інших країнах.

## Подальше читання
- Edward Tregear (1891). The Maori-Polynesian comparative dictionary. Lyon and Blair. с. 675. Архів оригіналу за 6 липня 2014. Процитовано 21 липня 2011. (англ.)